# 索羅基諾區
56°37′53″N 69°48′43″E / 56.63139°N 69.81194°E
索羅基諾區（俄语：Сорокинский район），是俄羅斯的一個區，位於該國南部，由秋明州負責管轄，面積約2,700平方公里，2010年該區人口10,254，人口密度每平方公里3.8人。